# Liga Lobense de Fútbol
La Liga Lobense de Fútbol es una liga regional de fútbol de la provincia de Buenos Aires en la República Argentina, con sede en la calle Ayacucho 87 - 1° piso, de la ciudad de Lobos, cabecera del partido homónimo.
Fue fundada el 20 de mayo de 1933 y su jurisdicción comprende las ciudades de Lobos, Cañuelas, Roque Pérez, Navarro, Monte y General Las Heras. Está afiliada a la AFA. Su actual presidente es Alcides Alves Marques.

## Equipos participantes
Equipos participantes de la Primera División del fútbol masculino.
- Actualizado hasta 3/3/2025.

| Equipo                                     | Ciudad              | Año de Fundación | Provincia    |
| ------------------------------------------ | ------------------- | ---------------- | ------------ |
| Lobos Athletic Club                        | Lobos               | 1892             | Buenos Aires |
| Club Rivadavia                             | Lobos               | 1920             | Buenos Aires |
| Club Atlético de Roque Perez               | Roque Pérez         | 1922             | Buenos Aires |
| Club Sportivo Coronel Dorrego              | Navarro             | 1922             | Buenos Aires |
| Club Deportivo Salgado                     | Lobos               | 1924             | Buenos Aires |
| Club Deportivo Independiente de Monte      | San Miguel de Monte | 1927             | Buenos Aires |
| Club Social y Deportivo Unión Ferroviaria  | Villars             | 1928             | Buenos Aires |
| Club Atlético Defensores de Salvador María | Salvador María      | 1930             | Buenos Aires |
| Club Social y Deportivo Madreselva         | Lobos               | 1933             | Buenos Aires |
| Club Atlético San Miguel de Monte          | San Miguel de Monte | 1935             | Buenos Aires |
| Club Unión Deportivo Provincial            | Empalme Lobos       | 1937             | Buenos Aires |
| Club Social y Deportivo Alumni             | Roque Pérez         | 1941             | Buenos Aires |
| Club Social y Deportivo Los Naranjos       | Lobos               | 1942             | Buenos Aires |
| Club Atlético Sarmiento                    | Roque Pérez         | 1943             | Buenos Aires |
| Club Atlético San Miguel de Las Heras      | General Las Heras   | 1971             | Buenos Aires |
| E.F.I.L.                                   | Lobos               | 1977             | Buenos Aires |
| E.F.I.N.                                   | Navarro             | 1983             | Buenos Aires |
| Club Atlético Social y Deportivo Las Heras | General Las Heras   | 1988             | Buenos Aires |
| Asociación Civil Mostrando Caminos         | Lobos               | 2008             | Buenos Aires |
| Uribelarrea Fútbol Club                    | Uribelarrea         | 2008             | Buenos Aires |
| E.F.I.C.                                   | Cañuelas            | 2010             | Buenos Aires |

## Historial
- Actualizado hasta la Copa de la Liga 2021.

| Año  | Torneo              | Campeón                                   | Subcampeón                                 |
| ---- | ------------------- | ----------------------------------------- | ------------------------------------------ |
| 1934 | Torneo              | Lobos Athletic Club (1)                   | Club Deportivo Salgado                     |
| 1935 | Torneo              | Lobos Athletic Club (2)                   |                                            |
| 1936 | Torneo              | Club Deportivo Salgado (1)                |                                            |
| 1937 | Torneo              | Club Deportivo Salgado (2)                |                                            |
| 1938 | Torneo              | Club Deportivo Salgado (3)                |                                            |
| 1939 | Torneo              | Lobos Athletic Club (3)                   |                                            |
| 1940 |                     | No se disputó                             |                                            |
| 1941 |                     | No se disputó                             |                                            |
| 1942 |                     | No se disputó                             |                                            |
| 1943 | Torneo              | Club Unión Deportivo Provincial (1)       |                                            |
| 1944 | Torneo              | Club Unión Deportivo Provincial (2)       |                                            |
| 1945 | Torneo              | Lobos Athletic Club (4)                   |                                            |
| 1946 |                     | No se disputó                             |                                            |
| 1947 | Torneo              | Club Unión Deportivo Provincial (3)       |                                            |
| 1948 |                     | No se disputó                             |                                            |
| 1949 |                     | No se disputó                             |                                            |
| 1950 |                     | No se disputó                             |                                            |
| 1951 |                     | No se disputó                             |                                            |
| 1952 |                     | No se disputó                             |                                            |
| 1953 | Torneo              | Club Deportivo Salgado (4)                |                                            |
| 1954 | Torneo              | Club Unión Deportivo Provincial (4)       |                                            |
| 1955 |                     | No se disputó                             |                                            |
| 1956 | Torneo              | Club Unión Deportivo Provincial (5)       |                                            |
| 1957 |                     | No se disputó                             |                                            |
| 1958 | Torneo              | Lobos Athletic Club (5)                   |                                            |
| 1959 | Torneo              | Lobos Athletic Club (6)                   |                                            |
| 1960 | Torneo              | Lobos Athletic Club (7)                   |                                            |
| 1961 | Torneo Preparación  | Lobos Athletic Club (8)                   |                                            |
| 1962 |                     | No se disputó                             |                                            |
| 1963 | Torneo              | Lobos Athletic Club (9)                   |                                            |
| 1964 | Torneo Preparación  | Club Sportivo Palermo (1)                 |                                            |
| 1965 | Torneo Preparación  | Lobos Athletic Club (10)                  |                                            |
| 1965 | Torneo Oficial      | Club Sportivo Palermo (2)                 |                                            |
| 1966 | Torneo Preparación  | Lobos Athletic Club (11)                  |                                            |
| 1966 | Torneo Oficial      | Lobos Athletic Club (12)                  |                                            |
| 1967 | Torneo              | Lobos Athletic Club (13)                  |                                            |
| 1968 | Torneo Presentación | Club Rivadavia (1)                        |                                            |
| 1969 | Torneo Preparación  | Lobos Athletic Club (14)                  |                                            |
| 1969 | Torneo Oficial      | Club Rivadavia (2)                        |                                            |
| 1970 | Torneo Preparación  | Club Social y Deportivo Los Naranjos (1)  |                                            |
| 1970 | Torneo Oficial      | Club Social y Deportivo Los Naranjos (2)  |                                            |
| 1971 | Torneo Preparación  | Club Social y Deportivo Los Naranjos (3)  |                                            |
| 1971 | Torneo Oficial      | Club Rivadavia (3)                        | Club Atlético San Miguel (LH)              |
| 1972 | Torneo Preparación  | Club Sportivo Palermo (3)                 |                                            |
| 1973 | Torneo Preparación  | Club Social y Deportivo Los Naranjos (4)  |                                            |
| 1973 | Torneo Oficial      | Club Sportivo Palermo (4)                 |                                            |
| 1974 | Torneo Preparación  | Club Social y Deportivo Los Naranjos (5)  |                                            |
| 1974 | Torneo Oficial      | Club Sportivo Palermo (5)                 |                                            |
| 1975 | Torneo Preparación  | Club Social y Deportivo Los Naranjos (6)  |                                            |
| 1975 | Torneo Oficial      | Club Social y Deportivo Los Naranjos (7)  |                                            |
| 1976 |                     | No se disputó                             |                                            |
| 1977 | Torneo Preparación  | Lobos Athletic Club (15)                  |                                            |
| 1977 | Torneo Oficial      | Lobos Athletic Club (16)                  |                                            |
| 1978 | Torneo Preparación  | Club Atlético San Miguel (LH) (1)         |                                            |
| 1978 | Torneo Oficial      | Club Rivadavia (4)                        |                                            |
| 1979 | Torneo Preparación  | Lobos Athletic Club (17)                  |                                            |
| 1980 | Torneo Iniciación   | Club Rivadavia (5)                        |                                            |
| 1980 | Torneo Preparación  | Lobos Athletic Club (18)                  |                                            |
| 1980 | Torneo Oficial      | Club Atlético San Miguel (LH) (2)         |                                            |
| 1981 | Torneo Preparación  | Club Atlético San Miguel (LH) (3)         |                                            |
| 1981 | Torneo Oficial      | Club Atlético San Miguel (LH) (4)         |                                            |
| 1982 | Torneo Preparación  | Club Atlético San Miguel (LH) (5)         |                                            |
| 1982 | Torneo Oficial      | Club Atlético San Miguel (LH) (6)         |                                            |
| 1983 | Torneo Preparación  | Club Unión Deportivo Provincial (6)       |                                            |
| 1983 | Torneo Oficial      | Club Unión Deportivo Provincial (7)       |                                            |
| 1984 | Torneo Preparación  | Club Social y Deportivo Las Delicias (1)  |                                            |
| 1984 | Torneo Oficial      | Club Social y Deportivo Las Delicias (2)  |                                            |
| 1985 | Torneo Preparación  | Club Social y Deportivo Madreselva (1)    |                                            |
| 1985 | Torneo Oficial      | Lobos Athletic Club (19)                  |                                            |
| 1986 | Torneo Preparación  | Lobos Athletic Club (20)                  |                                            |
| 1986 | Torneo Oficial      | Primavera Monte (1)                       | Club Atlético San Miguel (LH)              |
| 1987 | Torneo Preparación  | Lobos Athletic Club (21)                  |                                            |
| 1987 | Torneo Oficial      | Lobos Athletic Club (22)                  |                                            |
| 1988 | Torneo Preparación  | Club Deportivo Salgado (5)                |                                            |
| 1988 | Torneo Oficial      | Club Deportivo Salgado (6)                |                                            |
| 1989 | Torneo Oficial      | Lobos Athletic Club (23)                  |                                            |
| 1990 | Torneo Preparación  | Lobos Athletic Club (24)                  |                                            |
| 1990 | Torneo Oficial      | Lobos Athletic Club (25)                  |                                            |
| 1991 | Torneo Preparación  | Lobos Athletic Club (26)                  |                                            |
| 1991 | Torneo Oficial      | Lobos Athletic Club (27)                  |                                            |
| 1992 | Torneo Preparación  | Club Social y Deportivo Los Naranjos (8)  |                                            |
| 1992 | Torneo Oficial      | Club Social y Deportivo Los Naranjos (9)  |                                            |
| 1993 | Torneo Preparación  | Club Atlético San Miguel (LH) (7)         | Club Deportivo Salgado                     |
| 1993 | Torneo Oficial      | Club Social y Deportivo Madreselva (2)    | Club Atlético San Miguel (LH)              |
| 1994 | Torneo Preparación  | Club Deportivo Salgado (7)                | E.F.I.L.                                   |
| 1994 | Torneo Oficial      | Club Social y Deportivo Los Naranjos (10) | Club Atlético San Miguel (LH)              |
| 1995 | Torneo Oficial      | Club Social y Deportivo Madreselva (3)    | Club Atlético San Miguel (LH)              |
| 1995 | Torneo Clausura     | Club Social y Deportivo Madreselva (4)    | Club Atlético San Miguel (LH)              |
| 1996 | Torneo Preparación  | Lobos Athletic Club (28)                  | Club Atlético San Miguel (LH)              |
| 1996 | Torneo Oficial      | Club Deportivo Independiente (MG) (1)     |                                            |
| 1997 | Torneo Apertura     | E.F.I.L. (1)                              | Club Social y Deportivo Madreselva         |
| 1997 | Torneo Clausura     | E.F.I.L. (2)                              | Club Social y Deportivo Madreselva         |
| 1998 | Torneo Oficial      | Club Deportivo Independiente (MG) (2)     | Club Atlético Sarmiento (RP)               |
| 1999 | Torneo Apertura     | E.F.I.L. (3)                              |                                            |
| 1999 | Torneo Oficial      | Club Atlético Sarmiento (RP) (1)          |                                            |
| 2000 | Torneo              | Club Atlético Sarmiento (RP) (2)          | Lobos Athletic Club                        |
| 2001 | Torneo              | Club Social y Deportivo Los Naranjos (11) | Lobos Athletic Club                        |
| 2002 | Torneo Apertura     | Club Unión Deportivo Provincial (8)       | Club Atlético Sarmiento (RP)               |
| 2002 | Torneo Clausura     | Club Atlético Sarmiento (RP) (3)          |                                            |
| 2003 | Torneo              | Club Deportivo Independiente (MG) (3)     |                                            |
| 2003 | Torneo              | E.F.I.L. (4)                              | Club Unión Deportivo Provincial            |
| 2004 | Torneo Apertura     | Lobos Athletic Club (29)                  | Club Unión Deportivo Provincial            |
| 2004 | Torneo Clausura     | Club Atlético San Miguel (LH) (8)         | Club Atlético San Miguel de Monte          |
| 2005 | Torneo Único        | Club Deportivo Coreano (1)                | Club Atlético Defensores de Salvador María |
| 2006 | Torneo 1            | Club Atlético San Miguel (LH) (9)         | Club Social y Deportivo Madreselva         |
| 2006 | Torneo 2            | Club Social y Deportivo Jornada (MG) (1)  | Club Social y Deportivo Madreselva         |
| 2007 | Torneo 1            | Club Unión Deportivo Provincial (9)       | Club Atlético San Miguel (LH)              |
| 2007 | Torneo 2            | Club Atlético San Miguel (LH) (10)        | Club Unión Deportivo Provincial            |
| 2008 | Torneo 1            | Club Atlético San Miguel de Monte (1)     | Club Deportivo Salgado                     |
| 2008 | Torneo 2            | Club Atlético San Miguel (LH) (11)        | Club Atlético Roque Pérez                  |
| 2009 | Torneo 1            | Lobos Athletic Club (30)                  | Club Atlético San Miguel (LH)              |
| 2009 | Torneo 2            | Club Atlético San Miguel (LH) (12)        | Club Deportivo Coreano                     |
| 2010 | Torneo 1            | Lobos Athletic Club (31)                  | Club Atlético San Miguel (LH)              |
| 2010 | Torneo 2            | Club Social y Deportivo Madreselva (5)    | Club Atlético San Miguel (LH)              |
| 2011 | Torneo 1            | Club Atlético Roque Pérez (1)             | Club Atlético Social y Deportivo Las Heras |
| 2011 | Torneo 2            | Club Atlético Roque Pérez (2)             | Club Social y Deportivo Madreselva         |
| 2012 | Torneo 1            | Club Deportivo Independiente (MG) (4)     | Club Atlético San Miguel (LH)              |
| 2012 | Torneo Revancha     | Club Atlético San Miguel de Monte (2)     | Club Unión Deportivo Provincial            |
| 2012 | Torneo Campeonato   | Club Atlético Roque Pérez (3)             | Club Deportivo Independiente (MG)          |
| 2013 | Torneo Único        | Lobos Athletic Club (32)                  | Club Rivadavia                             |
| 2014 | Torneo 1            | Club Atlético Sarmiento (RP) (4)          | Uribelarrea Fútbol Club                    |
| 2014 | Torneo 2            | Club Rivadavia (6)                        | E.F.I.L.                                   |
| 2015 | Torneo 1            | E.F.I.L. (5)                              | Club Deportivo Salgado                     |
| 2015 | Torneo 2            | Club Deportivo Coreano (2)                | E.F.I.L.                                   |
| 2016 | Torneo 1            | Club Atlético San Miguel (LH) (13)        | Club Social y Deportivo Alumni (RP)        |
| 2016 | Torneo 2            | Club Social y Deportivo Los Naranjos (12) | Club Social y Deportivo Madreselva         |
| 2017 | Torneo 1            | Club Social y Deportivo Madreselva (6)    | Club Atlético Roque Pérez                  |
| 2017 | Torneo 2            | Lobos Athletic Club (33)                  | Club Atlético Social y Deportivo Las Heras |
| 2018 | Torneo 1            | Club Atlético Sarmiento (RP) (5)          | Club Atlético Roque Pérez                  |
| 2018 | Torneo 2            | Club Unión Deportivo Provincial (10)      | E.F.I.N                                    |
| 2019 | Torneo Único        | E.F.I.N (1)                               | Club Atlético San Miguel (LH)              |
| 2020 |                     | No se disputó                             |                                            |
| 2021 | Copa de la Liga     | Club Atlético Sarmiento (RP) (6)          | Club Social y Deportivo Madreselva         |

## Palmarés
| Club                                       | Ciudad               | Campeón | Subcampeón | Años de los campeonatos |
| ------------------------------------------ | -------------------- | ------- | ---------- | --- |
| Lobos Athletic Club                        | Lobos                | 34      | 2          | 1934, 1935, 1939, 1945, 1958, 1959, 1960, 1961 (TP), 1963, 1965 (TP), 1966 (TP), 1966 (TO), 1967, 1969 (TP), 1977 (TP), 1977 (TO), 1979 (TP), 1980 (TP), 1985 (TO), 1986 (TP), 1987 (TP), 1987 (TO), 1989 (TO), 1990 (TP), 1990 (TO), 1991 (TP), 1991 (TO), 1996 (TP), 2004 (Ap), 2009 (T1), 2010 (T1), 2013 (TU), 2017 (T2), 2025. |
| Club Atlético San Miguel (LH)              | Las Heras            | 13      | 13         | 1978 (TP), 1980 (TO), 1981 (TP), 1981 (TO), 1982 (TP), 1982 (TO), 1993 (TP), 2004 (Cl), 2006 (T1), 2007 (T2), 2008 (T2), 2009 (T2), 2016 (T1). |
| Club Social y Deportivo Los Naranjos       | Lobos                | 12      | 0          | 1970 (TP), 1970 (TO), 1971 (TP), 1973 (TP), 1974 (TP), 1975 (TP), 1975 (TO), 1992 (TP), 1992 (TO), 1994 (TO), 2001, 2016 (T2). |
| Club Unión Deportivo Provincial            | Lobos                | 10      | 4          | 1943, 1944, 1947, 1954, 1956, 1983 (TP), 1983 (TO), 2002 (Ap), 2007 (T1), 2018 (T2). |
| Club Deportivo Salgado                     | Lobos                | 7       | 4          | 1936, 1937, 1938, 1953, 1988 (TP), 1988 (TO), 1994 (TP). |
| Club Social y Deportivo Madreselva         | Lobos                | 6       | 7          | 1985 (TP), 1993 (TO), 1995 (TO), 1995 (Cl), 2010 (T2), 2017 (T1). |
| Club Atlético Sarmiento (RP)               | Roque Pérez          | 6       | 2          | 1999 (TO), 2000, 2002 (Cl), 2014 (T1), 2018 (T1), 2021 (CDL). |
| Club Rivadavia                             | Lobos                | 6       | 1          | 1968 (TP), 1969 (TO), 1971 (TO), 1978 (TO), 1980 (TI), 2014 (T2). |
| E.F.I.L.                                   | Lobos                | 5       | 3          | 1997 (Ap), 1997 (Cl), 1999 (Ap), 2003, 2015 (T1). |
| Club Sportivo Palermo                      | Lobos                | 5       | 0          | 1964 (TP), 1965 (TO), 1972 (TP), 1973 (TO), 1974 (TO). |
| Club Deportivo Independiente (MG)          | San Miguel del Monte | 4       | 1          | 1996 (TO), 1998 (TO), 2003, 2012 (T1). |
| Club Atlético Roque Pérez                  | Roque Pérez          | 3       | 3          | 2011 (T1), 2011 (T2), 2012 (TC). |
| Club Atlético San Miguel de Monte          | San Miguel del Monte | 2       | 1          | 2008 (T1), 2012 (TR). |
| Club Deportivo Coreano                     | Lobos                | 2       | 1          | 2005 (TU), 2015 (T2). |
| Club Social y Deportivo Las Delicias       | Lobos                | 2       | 0          | 1984 (TP), 1984 (TO). |
| E.F.I.N                                    | Navarro              | 1       | 1          | 2019 (TU). |
| Club Social y Deportivo Jornada (MG)       | Monte Grande         | 1       | 0          | 2006 (T2) |
| Primavera Monte                            | San Miguel del Monte | 1       | 0          | 1986 (TO). |
| Club Atlético Social y Deportivo Las Heras | General Las Heras    | 0       | 2          | |
| Club Social y Deportivo Alumni (RP)        | Roque Pérez          | 0       | 1          | |
| Club Atlético Defensores de Salvador María | Salvador María       | 0       | 1          | |
| Uribelarrea Fútbol Club                    | Uribelarrea          | 0       | 1          | |